# 陈爱军
陈爱军（1966年9月—），女，汉族，安徽明光人，1993年4月加入中国共产党。中华人民共和国政治人物。

## 生平
陈爱军早年在安徽大学法学系学习，毕业后进入安徽省人民政府办公厅经济法规处任职，后调至安徽省人民政府法制局，历任经济立法处副处长、经济立法处处长（副处、经济法制处副处长、处长、办公室党组成员。2009年任安徽省人民政府法制办公室党组成员、副主任。2012年，出任安庆市人民政府党组成员、副市长。2014年，升任中共安庆市委常委、宣传部部长。
2018年升任中共安庆市委副书记，市委党校校长。在任期间，因在脱贫攻坚战中作出突出贡献，2021年2月25日全国脱贫攻坚总结表彰大会上，陈爱军被授予“全国脱贫攻坚先进个人”荣誉称号。
2021年，改任中共安徽省委党校（安徽行政学院）常务副校（院）长，安徽经济管理学院党委书记。